# Jurassic Park III: Danger Zone!
Jurassic Park III: Danger Zone! è un videogioco ispirato al film Jurassic Park III, pubblicato per Microsoft Windows il 29 giugno 2001. È stato sviluppato in concomitanza con l'altro gioco ispirato allo stesso film, Jurassic Park III: Dino Defender, da cui questo titolo ricicla molti dei contenuti.